# Cratere Umkana
Umkana  è un cratere sulla superficie di Venere.